# 塑质钞票
塑质钞票指由聚合物制成的纸币，如聚丙烯。该类钞票可以结合许多在纸质钞票无法实现的防伪措施，例如同色异谱油墨，提高防偽印刷水平。
塑质钞票的制造成本虽然是纸币的两倍，但拥有比纸质钞票更加优越的使用寿命，可达4倍，并且徒手难以撕开。塑质钞票适合于那些气候潮湿的国家，不会因为沾水而受损。其塑胶材质也可以使钞票的流通时间增长而不至于撕裂或者破损，从而降低对环境的影响，减少生产及更换费用。
塑质钞票最早由澳洲储备银行、澳大利亚联邦科学与工业研究组织以及墨尔本大学开发，最先於1988年被澳大利亚所使用，位于摩尔达维亚的德涅斯特河沿岸共和国则是首个使用塑料硬币的国家。在1996年澳大利亚全部更换为塑质钞票。现在有许多国家或地区正在使用塑质钞票，截止2021年，已有9个国家的流通货币已经全部由纸币更换为塑质钞票，佛得角和冈比亚是最新引进塑质钞票进入流通领域的国家。

## 优点
- 耐用：寿命比纸币长
- 防伪：具有独特的防伪特征，易于辨认
- 清洁：不黏尘、不吸水
- 环保：材料可以循环再利用

## 使用
截至2021年，完全使用塑质钞票的國家有：澳大利亚、加拿大、百慕大、文莱、新西兰、巴布亚新几内亚、罗马尼亚和越南。
其他一些国家和地区使用澳大利亚Guardian塑质基片来印制流通钞票，包括：孟加拉国、巴西、智利、香港 （两年试用）、印度尼西亚、以色列、马来西亚、墨西哥、尼泊尔、尼加拉瓜、新加坡、所罗门群岛（不再发行）、斯里兰卡、泰国、萨摩亚和赞比亚。
还有一些国家和地区使用澳大利亚Guardian塑质基片制作纪念版塑钞（非流通钞），包括：中国大陆、科威特、北爱尔兰、臺灣和新加坡。

### 年表
- 1982和1983年，美国钞票公司使用杜邦的特卫强塑质基片为哥斯达黎加（1983年版20科朗以及100科朗的试验用钞）和海地（1、2、50、100、250与500古德）印制钞票。他们被限制投放，但在每个国家中都参与了流通。此外为洪都拉斯、厄瓜多尔与萨尔瓦多设计的测试用样钞也已经被开发出来。不幸的是，因为热带气候，油墨与塑料的连接性能很差，钞票因为油墨脱落很快变得模糊不清。

- 1983年，英国威尔金森印刷公司开发出提高版塑质基片用于制造塑质钞票，商业名称为“百卫强”。马恩岛1983到1988年发行了1磅面值的百卫强流通钞票。另一家英国印刷公司Harrison and Sons Limited也开发出提高版钞票，但是没有任何买家愿意购买。

- 1988年，澳大利亚发行了10澳元的纪念钞票。

- 1990年
  - 西萨摩亚（即之后的萨摩亚）发行了一张2塔拉国家元首马列托亚·塔努马菲利二世为国效力50周年纪念钞。这张钞票参与了流通，并成为流通时间最长的纪念钞票。截至2006年，它已经流通了16年，被修改并重印了7次。
  - 1990年8月，新加坡发行50元纪念钞，在2004年第一次发行了10元流通塑料钞，在2006年发行了2元流通塑料钞。5元钞票和纪念版20元钞票在2007年被发行。

- 1991年6月，巴布亚新几内亚发行了2基那纪念钞，这是该国发行的第一套塑质钞票。

- 1992年，澳大利亚开始发行普通流通塑质钞票。

- 1993年
  - 2月，科威特在海湾战争期间发行了其第一套纪念塑钞——科威特解放2周年1第纳尔纪念钞。
  - 印度尼西亚第一次发行了塑料钞，50,000印尼盾用于纪念经济建设25周年。纸质的等面值钞票也可以同时使用。

- 1996年
  - 澳大利亚成为从5元到100元的全部面值均使用塑质钞票的第一个国家。
  - 泰国为纪念泰国国王普密蓬·阿杜德登基50周年，發行了50与500铢面值的纪念钞。
  - 文莱发行1、5、10元钞票。它们是1982年以来澳大利亚以外地区发行的第一套非纪念性塑钞。

- 1997年，泰国发行50铢钞票作为其第一枚塑料流通钞票。

- 1998年
  - 2月，斯里兰卡发行200卢比塑质纪念钞。
  - 马来西亚发行纪念第16届英联邦运动会的塑料纪念钞；2004年又发行了5令吉的流通钞。

- 1999年
  - 5月3日，新西兰发行20元塑钞，至年底发行完毕从5元至100元全部面值塑料钞票。罗马尼亚2000列伊钞票

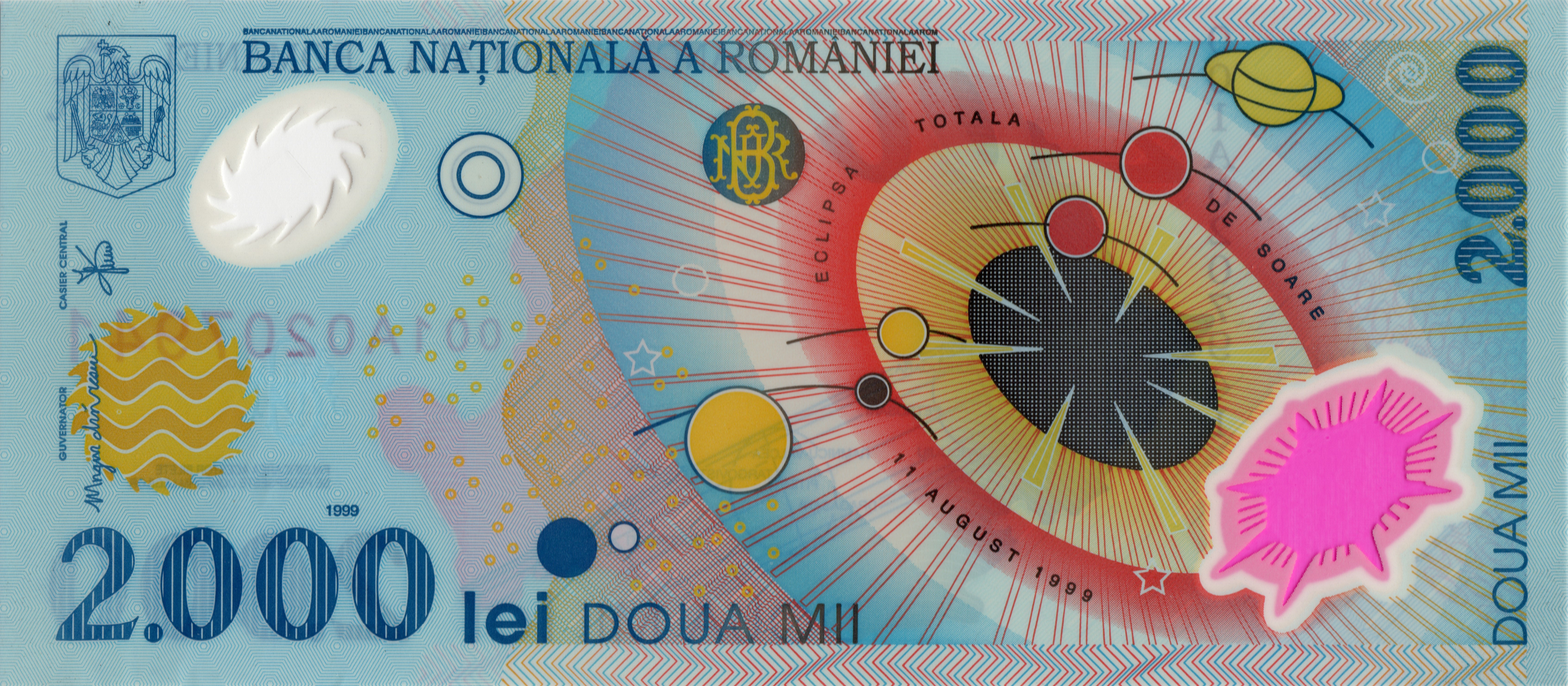
罗马尼亚2000列伊钞票

  - 罗马尼亚成为第一个全部面值使用塑钞的欧洲国家（1999年至2001年发行）。包括为纪念千禧年前最后一次日全食而发行的2000列伊纪念钞。
  - 印度尼西亚发行100000印尼盾面值的第一张流通塑质钞票。
  - 6月，中华民国(台湾）发行50元新台币纪念钞，以纪念新台币发行50周年。
  - 北爱尔兰地区5家发钞银行之一的北方银行，发行了5磅纪念钞，以纪念千禧年的到来；这张钞票被当做流通钞票使用，另有以Y2K为冠号的钞票以溢价的方式销售给收藏者。

- 2000年
  - 4月，巴西发行10雷亚尔塑料钞纪念葡萄牙人到达美洲500周年。巴西造币厂印刷了2.5亿张钞票，大约有半数参与了流通。
  - 11月，中华人民共和国发行100元钞票纪念21世纪的到来。
  - 12月，孟加拉国发行10塔卡塑质钞票。
  - 查塔姆群岛为收藏市场发行了三套中的第一套纪念“钞”。

- 2001年
  - 1月1日，澳大利亚发行5元纪念钞。该钞用于纪念联邦百年。
  - 6月，所罗门群岛发行2元塑料钞，而到2006年则重新启用纸质钞票。
  - 越南於該年夏季发行50盾纪念钞。

- 2002年
  - 2月，尼泊尔发行了10卢比的塑质钞票，纪念新国王贾南德拉·比尔·比克拉姆·沙阿。2005年又发行了没有纪念文字版本的流通钞。
  - 9月，墨西哥将20比索钞票从纸质转换为塑质。2006年又发行了2种塑质钞票，20比索（新设计）与50比索。 （页面存档备份，存于）

- 2003年
  - 赞比亚成为第一个接受塑质钞票的非洲国家，发行了500与1000克瓦查两种面值的钞票。
  - 11月，巴布亚新几内亚发行了20基那钞票，并开始逐步发行其他面额的塑质钞票。只有5基那钞票不是塑质钞票。
  - 該年12月到2006年8月，越南开始流通10,000、20,000、50,000、100,000、200,000和500,000盾的流通版塑质钞票。

- 2004年
  - 9月，智利2000比索开始使用塑质钞票。
  - 据估计有超过3亿美元的塑质钞票正在被使用。
  - 泰国1997年发行的唯一一种流通塑钞——50铢钞票，被纸币重新替代。纪念钞仍然使用塑质基片印制。
  - 印度尼西亚发行的唯一一种流通塑钞，1999年发行的100,000印尼盾钞票，被纸币替代。

- 2005年
  - 巴布亚新几内亚发行新版100基纳钞票，这是第一张不再使用纸张印制的面值。
  - 7月，罗马尼亚成为第一个发行两套全面值塑料钞的国家；新版钞票的设计与旧版相同，但是它们的大小改为与欧元相同，新币1列伊折合旧币10,000列伊。
  - 保加利亚发行第一张半塑钞，面值为20列弗，带有2个塑质透明视窗以及一个全息图案。

- 2006年
  - 11月墨西哥发行新版50比索塑质钞票。
  - 2006年，澳大利亚联邦科学与工业研究组织、澳大利亚政府机构发行不流通的塑质钞票纪念CSIRO成立80周年。这些钞票被分发给组织成员和一些公众人物[4]。

- 2007年
  - 2月28日，尼日利亚发行20奈拉塑质钞票。
  - 香港金融管理局於該年年中发行10元紙幣塑钞，进行为期2年的使用评估。
  - 6月，文莱成为第五个完全使用塑质钞票的国家。
  - 8月，危地马拉发行1格查尔面值的塑质钞票。

- 2008年
  - 4月13日，由于20新谢克尔纸币的假币过多，以色列开始发行20新谢克尔塑钞。 （页面存档备份，存于）
  - 4月15日，巴布亚新几内亚发行新版5基纳与10基纳流通钞票。5基纳是巴布亚新几内亚发行的最后一个塑料钞面值。
  - 12月1日，罗马尼亚开始发行10列伊的改版钞票。

- 2009年
  - 3月3日，百慕大發行了新版塑质钞票。
  - 5月15日，尼加拉瓜发行了新版10科多巴和20科多巴的塑质钞票以替代纸质钞票。在尼加拉瓜中央银行2008年公告之后，新版200科多巴钞票投入使用，国家用一年的时间为新一套钞票的发行做准备。新版200科多巴和100科多巴塑钞在2009年6月首次发行。据估计，新版50与500科多巴纸币设计将在之后发行。
  - 9月，印度储备银行宣布，将推出总量为100亿卢比的10卢比纸钞。 （页面存档备份，存于）

- 2010年
  - 3月，加拿大财政部部长吉姆·费海提宣布加拿大银行将会在2011年推出一套新版塑质钞票，作为一项货币现代化和打击制造假币的计划。

- 2010年
  - 6月，多米尼加中央银行宣布发行新20多米尼加贝索塑钞。
  - 10月，智利中央银行宣布重新设计的2000比索会从11月20起流通，作为更新旧版设计并升级防伪计划的开始。

- 2011年
  - 6月, 加拿大银行宣布塑质钞票将会在該年11月投入流通，以努力遏制假币。100元面值，50元面值和20元面值, 已分別在2011年11月, 2012年3月和2012年11月投入使用；10元和5元面值将在2013年发行。 （页面存档备份，存于）